# Missoni
Missoni es una casa de moda con sede en Varese, conocida por sus diseños de punto de gran colorido. La compañía fue fundada por Ottavio Missoni ("Tai") y Rosita Missoni en 1953.

## Historia
En 1953, Ottavio y Rosita Missoni instalaron un taller de prendas de punto en Gallarate, no lejos del pueblo natal de Rosita Missoni. Presentaron su primera colección bajo la etiqueta Missoni en la ciudad italiana de Milán, en 1958. El negocio prosperó con el apoyo de la editora de moda Anna Piaggi, entonces en la revista Arianna. Rosita conoció el estilista francés Emmanuelle Khanh en Nueva York, en 1965, y este dirigió una colección nueva el año siguiente. En abril de 1967, fueron invitados al desfile del Palacio Pitti de Florencia. Rosita, buscando la sencillez de formas, se atrevió a eliminar incluso los sujetadores de las modelos, supuestamente porque  eran de un color inapropiado, para mostrar mejor los estilizados lamés de las blusas de tejidos trasparentes. La casa Missoni no fue invitada al desfile del año siguiente, pero el negocio creció. Se construyó una fábrica nueva en Sumirago, en 1969. Los diseños de Missoni fueron promocionados en EE. UU. por Diana Vreeland, editora estadounidense de la revista Vogue. Más tarde, Missoni abrió también una boutique en Bloomingdale's.

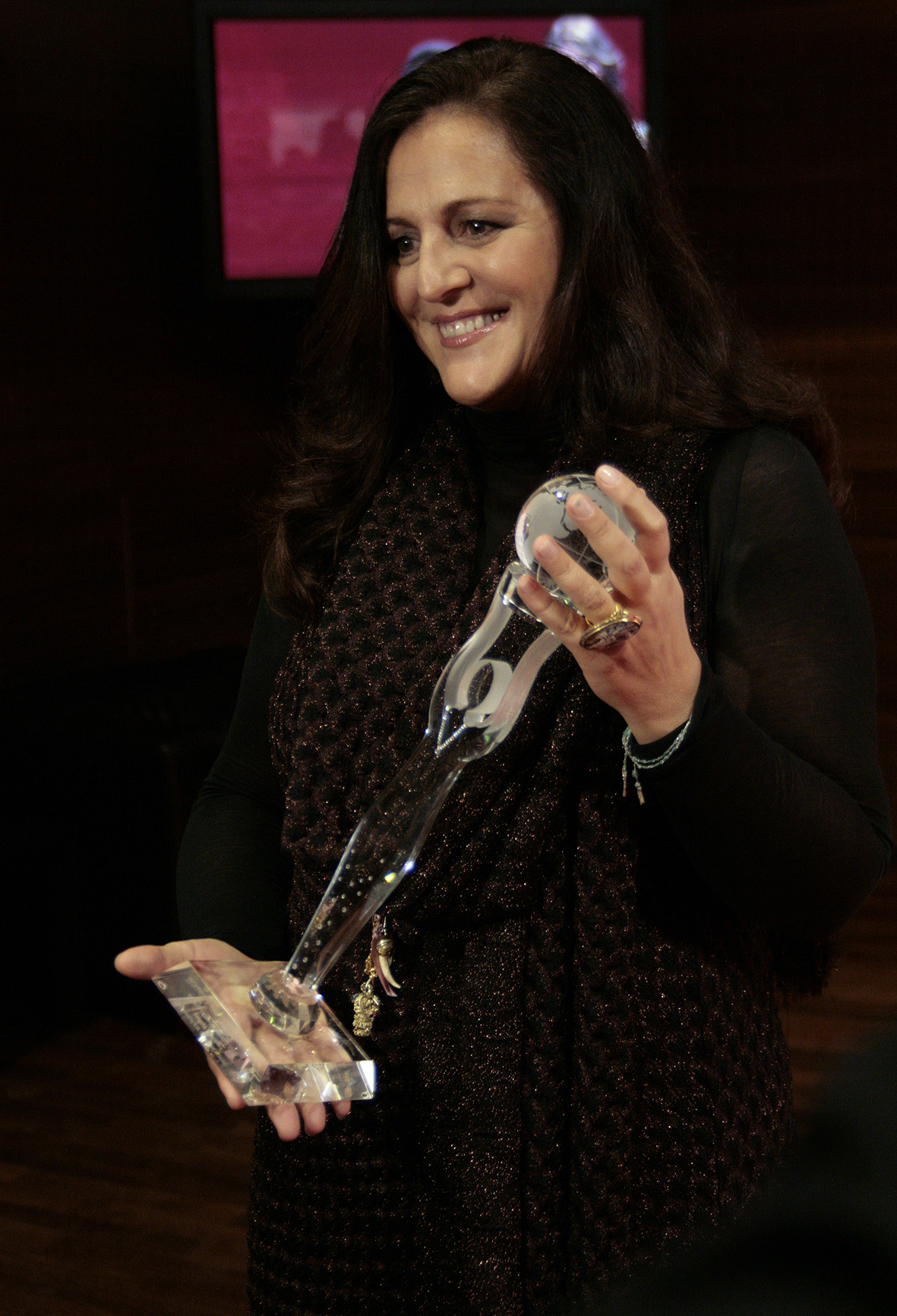
Ángela Missoni recoge el premio Women's World Awards 2009.

Missoni logró la cumbre de su influencia en el mundo de la moda hacia 1970. Pero pronto Missoni aparecía más interesado en otros proyectos, como los trajes para La Scala, las alfombras o los tapices. Rosita Missoni perdió interés por la moda en la década de 1990 y fue su hija Ángela la que cogió las riendas del negocio en 1998. Tras alguna polémica, como la de la venta de ropa en línea por la web eBay,, en febrero de 2014, Ángela Missoni contrató como asesora a Rossella Jardini, anterior directora creativa de Moschino.

## Marcas

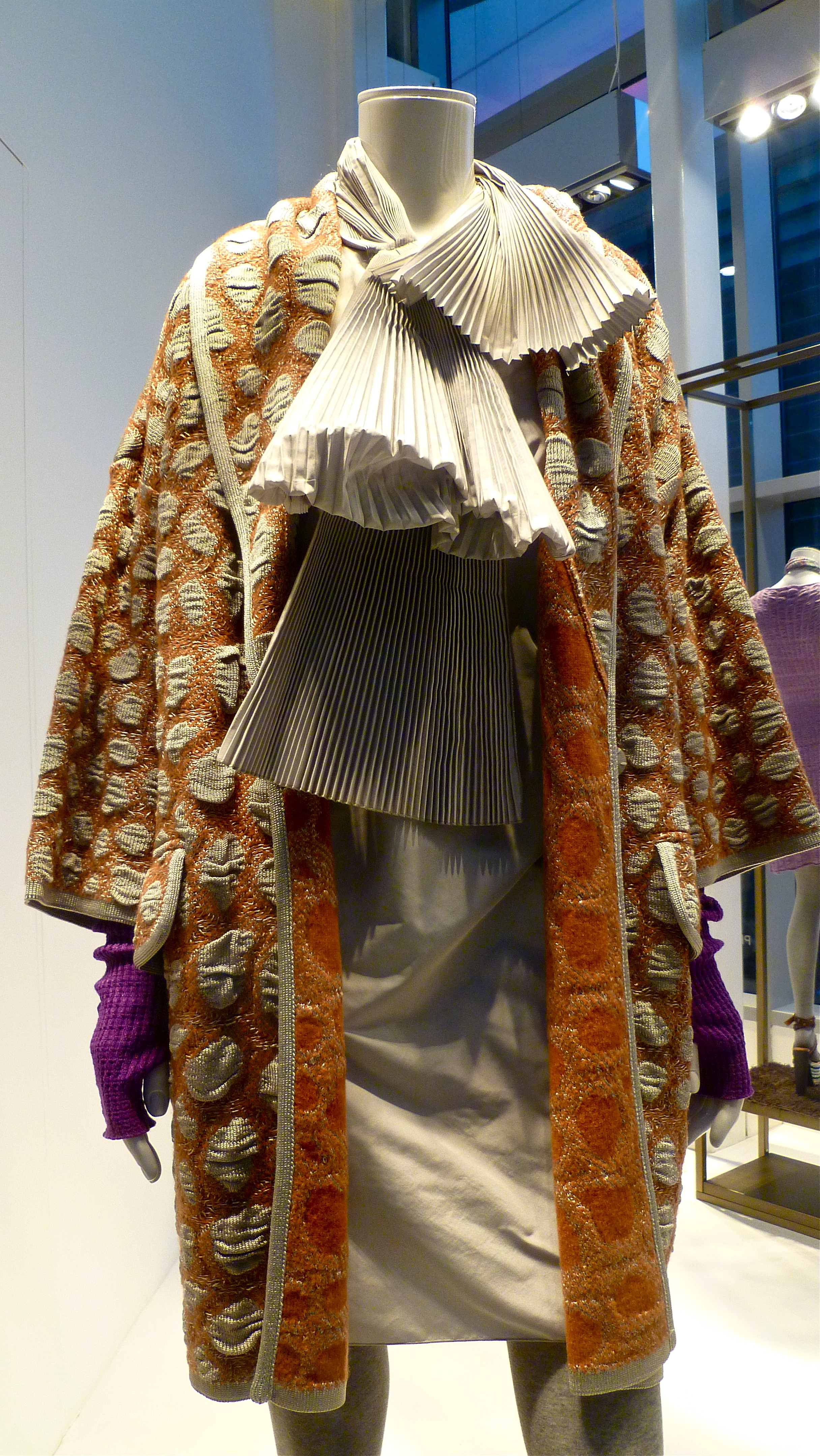
Abrigo y vestido de Missoni de la colección de 2010.

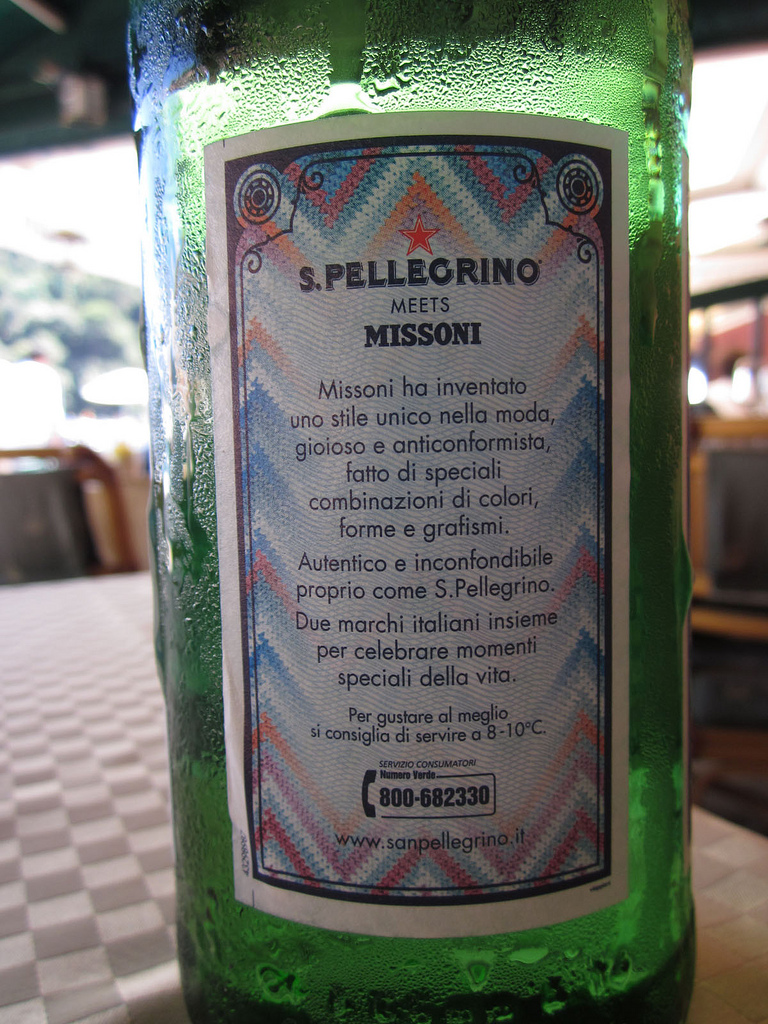
Diseño promocional de dos marcas italianas icónicas: Pellegrino, botella de agua mineral, con una etiqueta estilo Missoni (2010).

Missoni posee varias marcas, como Missoni Sport, que fue inicialmente autorizada para la exportación, aunque en enero de 2002 se interrumpió su comercialización; o como M Missoni, una línea menos cara introducida en 1998, fabricada y distribuida por Marzotto.
También fabrican tejidos para la decoración desde 1981. En 1982 lanzaron su primer perfume, aunque pronto la licencia fue a parar a Estée Lauder.
En noviembre de 2005, Missoni y el Grupo de hoteles Rezidor firmaron un acuerdo para crear la marca Hotel Missoni, con planes para llegar a 30 establecimientos en 2012. La central estaría localizada en Edimburgo y patrocinaría el famoso Festival de Edimburgo y otros acontecimientos de la ciudad británica. El acuerdo terminó en 2014.

## Empresa familiar
En 1996, Rosita Missoni transfería el control de la empresa a sus tres hijos: Vittorio Missoni sería director de marketing; Luca (nacido en 1956) sería diseñador de ropa masculina, hasta 2008, y Ángela (nacida en 1958) sería diseñadora de la ropa femenina. En 2008 se reestructuraron las funciones, y Ángela pasaría a diseñar las dos líneas de ropa y Luca sería responsable del archivo y la agenda de la empresa. La tercera generación, con la presencia de Margherita Missoni, diseñadora de accesorios Missoni y modelo, está garantizada.

## Desaparición de Vittorio Missoni
El 4 de enero de 2013, el avión que transportaba a Vittorio Missoni, entonces CEO de Missoni, perdió la costa de Venezuela y cayó al mar. En el accidente murieron seis personas: Vittorio Missoni; su esposa, Maurizia Castiglioni; dos colaboradores de la casa de modas y los dos integrantes de la tripulación. El 27 de junio de 2013, el Gobierno venezolano anunció que los restos de la aeronave habían sido encontrados al norte del archipiélago Los Roques.